# Terminal de Transferencia de Víveres
El Terminal de Transferencia de Víveres es un centro de abastos de 35 hectáreas de extensión, ubicado en la ciudad de Guayaquil - Ecuador.
Allí se comercializan víveres en general al por mayor (legumbres, frutas nacionales e importadas, abarrotes, huevos, lácteos, granos secos, entre otros) 
Es el único sitio de distribución y acopio de mercados minoristas, hoteles, restaurantes, empresas, tiendas y consumidores mayoristas de la ciudad de Guayaquil y el más grande de Ecuador en su género.

## Historia
El Proyecto de la Terminal de Transferencia de Víveres nace en el año 1996, por iniciativa del Sr. Ing. León Febres-Cordero Ribadeneyra, alcalde de Guayaquil (1992 - 2000) quien al ver el abandono en infraestructura de mercados en la ciudad de Guayaquil, decidió dotar a la misma de un centro de abastos moderno amplio y ordenado, desde donde se podría comercializar todos los productos alimenticios que consume la ciudad de Guayaquil.
Se iniciaron los trabajos en el año 1999, estando la obra totalmente concluida en el año 2000, siendo inaugurada la misma el 21 junio del mismo año.